# Blejești
Blejești est une commune du județ de Teleorman en Roumanie.